# Flower Shower (chanson)
Singles de Hyuna
'Lip & Hip'
(2017)
Flower shower est un single digital de la chanteuse sud coréenne Hyuna sorti le 5 novembre 2019 sous le label P-Nation. C'est le premier retour solo de Hyuna depuis Lip & Hip en 2017, hiatus extrêmement long et rare dans l'industrie du divertissement coréen très compétitive. C'est aussi son premier single depuis son départ très médiatisé de Cube Entertainment.

## Production
La chanson est écrite, produite et co-composée par le chanteur PSY. SPACE ONE, 유건형 et Anna Timgren participent également à la composition.
La musique est un mélange de moombahton et de pop dance célébrant l'optimisme et l'ambition de Hyuna grâce à des paroles comparant métaphoriquement la chanteuse à une fleur en éclosion.

## Promotion
Hyuna assure la promotion de Flower Shower dans plusieurs émissions télévisées notamment Inkigayo, M Countdown, Show! Music Core et Running Man.,,

## Clip
Le clip sort le 9 novembre 2019 et est réalisé par VM Project Architecture (duo de réalisateurs coréens Beom Jin, Paranoid Paradigm).
L'action se déroule dans un décor fleuri et féerique aux couleurs pop acidulées. Hyuna y est présentée tantôt comme une fleur parmi les fleurs, tantôt comme une reine des abeilles. (On peut par exemple voir, au début du clip, des abeilles voler jusqu'à la chanteuse pour lui remettre une couronne.)
Les teintes dominantes sont le rouge, le orange et le vert. Cependant, c'est véritablement le rouge qui ressort le plus, (la plupart des éléments végétaux traditionnellement verts sont colorés en rouge) couleur associée à Hyuna. Elle chante d'ailleurs "Hyuna is red" en référence à son titre Red.
La vidéo est rythmée par une chorégraphie sensuelle, joyeuse et dynamique. Hyuna apparait dans Flower Shower  à la fois délurée et glamour, "icône hollywoodienne d'un passé récent" selon le magazine Billboard.
En termes de stylisme et d'attitude, le clip semble être un hommage à tous les éléments qui ont fait la popularité et la renommée de Hyuna en tant que figure incontournable de la Kpop.

## Classement
Flower Shower démarre à la 71e place au Gaon Digital Chart en Corée du Sud puis atteint la 54e place la semaine suivante.Le titre se classe 6e au Billboard des ventes digitales mondiales.
| Chart (2019)                       | Meilleure position |
| ---------------------------------- | ------------------ |
| Corée du Sud (Gaon)                | 54                 |
| Corée du Sud (Kpop Hot 100)        | 31                 |
| US World Digital Songs (Billboard) | 6                  |
| Chine (QQ Music)                   | 1                  |